# راؤول دي وارين
راؤول دي وارين (بالفرنسية: Raoul de Warren)‏ هو مؤرخ وكاتب فرنسي، ولد في 5 سبتمبر 1905 في ليون في فرنسا، وتوفي في 5 مارس 1992 في باريس في فرنسا.